# Pseudonyctemera decipiens
Pseudonyctemera decipiens är en fjärilsart som beskrevs av Pieter Cornelius Tobias Snellen 1898. Pseudonyctemera decipiens ingår i släktet Pseudonyctemera och familjen bastardsvärmare. Inga underarter finns listade i Catalogue of Life.